# Нижні Куларки
Нижні Кула́рки (рос. Нижние Куларки) — село у складі Стрітенського району Забайкальського краю, Росія. Входить до складу Верхньо-Куларкинського сільського поселення.

## Населення
Населення — 175 осіб (2010; 212 у 2002).
Національний склад (станом на 2002 рік):
- росіяни — 99 %